# Omphale filicornis
Omphale filicornis är en stekelart som beskrevs av Christer Hansson 1996. Omphale filicornis ingår i släktet Omphale och familjen finglanssteklar. Inga underarter finns listade i Catalogue of Life.